# 船恵尺
船 恵尺（ふね の えさか）は、飛鳥時代の人物。名は恵釈とも書かれる。姓は史のち連。冠位は小錦下。蘇我蝦夷の自害の現場に居合わせたことで知られる。

## 経歴
皇極天皇4年（645年）に発生した乙巳の変において、蘇我蝦夷の自害に居合わせ、その現場である焼け落ちる邸宅にあった『天皇記』『国記』のうち『国記』を火中から取り出して持ち出したという。のちに、焼失を免れた『国記』は中大兄皇子（後の天智天皇）に献上したとされるが、現存していない。『天皇記』『国記』編纂のため日頃より蝦夷邸に出入りしていた恵尺は、クーデター派の命令で密偵的な働きをしていたのではないか、という説も存在する。このエピソードから船恵尺が当時、蘇我氏の下で『国記』など歴史書の編纂に当たっていたと考えられる。天智朝以降に冠位は小錦下に至った。
なお、2005年11月13日に奈良県高市郡明日香村の甘樫丘地区にて、建物跡や塀の跡、焼けて硬化した土の層などを含む７世紀の遺構（甘樫丘東麓遺跡）が発見され、『日本書紀』の記述を裏付ける蘇我入鹿の邸宅である可能性もあるとして現在も発掘作業が進められているが、現在発見されている建物跡は蘇我入鹿の邸宅としてはあまりに規模が小さすぎるため、まだ断定はされていない。しかしながら、今後の発掘次第では『天皇記』『国記』の一部が発見される可能性もある。

## 系譜
- 父：不詳
- 母：不詳
- 生母不明の子女
  - 男子：道昭[2]